# Echeveria olivacea
Echeveria olivacea är en fetbladsväxtart som beskrevs av R. Moran. Echeveria olivacea ingår i släktet Echeveria och familjen fetbladsväxter. Inga underarter finns listade i Catalogue of Life.